# Suspens

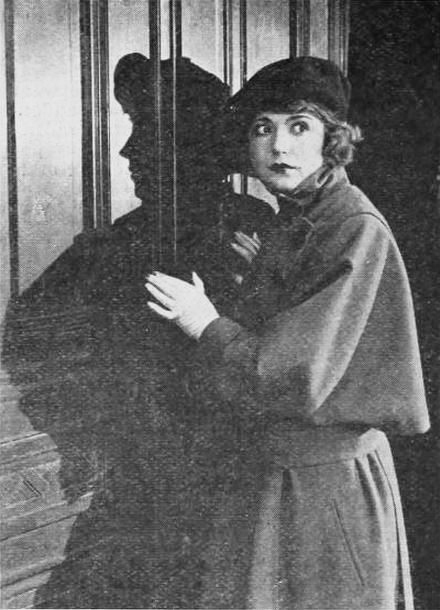
Kadr z filmu Suspense (1919)

Suspens (ang. suspense, łac. suspensus, wym. suspens, saspens) – chwyt określający reakcję emocjonalną widza, wywoływaną przez film za pomocą manipulacji informacją narracyjną. Słowo to wywodzi się z łacińskiego suspensus, oznaczającego „zawieszenie”. Według słownika Webster’s Seventh New Collegiate English Dictionary by Merriam Webster (1969) suspens jest także uczuciem niepewności umysłowej, niepokoju, niezdecydowania lub zwątpienia. W dramacie suspensem jest przewidywanie rezultatu fabuły lub rozwiązanie niepewności, zagadki czy tajemnicy, zwłaszcza, że wpływa ona na postać, w stosunku do której odczuwa się sympatię. Suspens nie dotyczy wyłącznie fikcji.

## W dramacie
W filmach, literaturze, spektaklach i telewizji suspens jest głównym narzędziem zapewniającym i podtrzymującym zainteresowanie czytelnika/widza. Może on występować w kilku rodzajach; w jednym, gdy zakończenie jest niepewne, suspens dotyczy kwestii „kto”, „co” lub „jak”; w innym z przykładów, kiedy rozwiązanie jest nieuniknione w wyniku wcześniejszych wydarzeń, suspens tkwi w niespokojnych lub przerażonych oczekiwaniach publiczności, stawiających pytanie „kiedy”. Czytelnicy odczuwają napięcie, gdy są ciekawi dalszego rozwoju wydarzeń lub też kiedy przewidują, co może się wydarzyć, lecz nie wiedzą, jak to się stanie. W dramatach historycznych z postaciami, których historie życiowe są dobrze znane, pytanie „dlaczego” często wnosi elementy suspensu do powieści.
Dopełnieniem do suspensu jest zapowiedź, o czym świadczą ślady krajowego kryzysu lub rewolucji w powieści Dom duchów (1982) Isabel Allende.

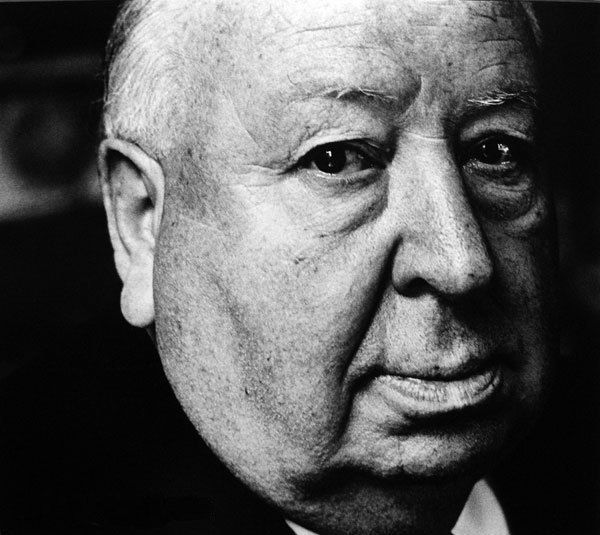
Alfred Hitchcock uznawany jest za „mistrza suspensu” filmowego

Określany przez biografów oraz historyków mianem „mistrza suspensu” Alfred Hitchcock – odnosząc się do różnic między zaskoczeniem a suspensem – przyznawał, że podstawą jest nacisk na czas trwania całego efektu. W jego ocenie klasyczna procedura tworzenia efektu suspensu polega na informowaniu opinii publicznej o niebezpieczeństwie zagrażającemu bohaterowi, który w ogóle nie jest jego świadom: „Spokojnie sobie teraz rozmawiamy, nie dzieje się nic specjalnego, ale gdyby pod stołem była podłożona bomba, nagle, ni stąd, ni zowąd rozległby się: bum! wybuch. Publiczność byłaby zaskoczona, ale ponieważ wcześniejszy przebieg sceny był absolutnie zwyczajny, w tym zaskoczeniu nie byłoby nic interesującego. Teraz rozpatrzmy suspens. Bomba jest pod stołem i publiczność o tym wie, prawdopodobnie widziała podkładającego ją terrorystę. Publiczność wie, że bomba wybuchnie o pierwszej, i wie też, że teraz jest za piętnaście pierwsza, bo w scenografii pokoju jest zegar; ta sama obojętna rozmowa staje się nagle ogromnie interesująca, bo publiczność bierze w niej udział. Ma ochotę ostrzec osoby znajdujące się na ekranie” – argumentował w wywiadzie, który przeprowadzał François Truffaut.

### Przykłady
- W tragedii Sofoklesa Król Edyp z 429 p.n.e. suspens osiągany jest poprzez ukrywanie wiedzy, że to Edyp zabił swojego ojca Lajosa. Odbiorcy, świadomi, że to Edyp w końcu dokona odkrycia, dzielą się niepewnością i obawami bohatera, gdy podąża on za prawdą o swojej przeszłości[4].
- W opowiadaniu George’a Washingtona Cable’a Jean-ah Poquelin (1875) czytelnik chce poznać przyczynę dziwnego zapachu i niewyjaśnionego zniknięcia brata[5].
- W powieści Marka Twaina Pudd’nhead Wilson (1895) czytelnik przewiduje wynik zamiany czarnego niemowlęcia na białe[5].
- W powieści A Gathering of Old Men (1983) pióra Ernesta J. Gainesa czytelnik czeka na decyzję sądu w sprawie o zabójstwo[5].

## Termin „paradoks suspensu”

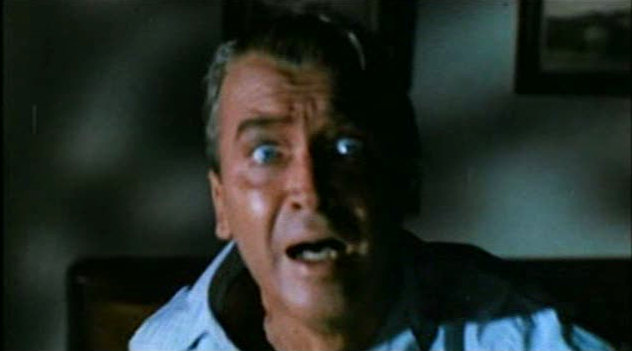
Kadr z filmu Zawrót głowy (1958) ukazujący strach głównego bohatera

Autorzy podejmowali próby wyjaśnienia terminu „paradoks suspensu”, czyli napięcia narracyjnego, które pozostaje po zneutralizowaniu niepewności, ponieważ odbiorcy wiedzą, jak dana historia zostanie rozwiązana. Psychologowie poznawczy Allan Collin, Andrew Ortony oraz Gerald L. Clore twierdzili, że suspens składa się ze strachu, nadziei i „poznawczego stanu niepewności”. Definiowali oni strach jako uczucie niezadowolenia z perspektywy niepożądanego zdarzenia i nadzieję jako uczucie przyjemności z perspektywy pożądanego wydarzenia. Autorzy uważali, że strach i nadzieja (jako „potencjalne emocje”) zależą od stanu pożądania i prawdopodobieństwa przyszłego wyniku – jeszcze nieokreślonego wyniku danego wydarzenia. Jako przykład wymieniali strach, który jest wzmożony w sytuacji, gdy wzrasta stopień zagrożenia lub też prawdopodobieństwo wyniku. W przypadku nadziei sytuacja jest odwrotna; bardziej pożądany i prawdopodobny wynik sprawia, że odbiorca może mieć więcej nadziei.
Według Stanford Encyclopedia of Philosophy (SEP) intensywność poczucia suspensu przez odbiorcę zależy od dwóch cech wyniku zdarzenia:
- jego niepewności;
- znaczenia tego, co jest stawką;

Standardowy pogląd nie zakłada bezpośredniego związku między niepewnością, stawką oraz suspensem, lecz sugeruje, że największe napięcie jest odczuwane w przypadkach, w których wynik działania jest niepewny, a stawka wysoka. Informuje on również, że suspens może występować przy niskich stawkach, jeśli istnieje duża niepewność lub gdy sytuacja jest odwrotna. W ocenie SEP w standardowym poglądzie nie może być napięcia, jeśli nie ma niepewności. Podobnie jeżeli nie ma żadnego zagrożenia, to nie może być pożądanego (lub niepożądanego) rezultatu, a zatem nie ma strachu, nadziei, konsekwencji ani suspensu.
Powyższa analiza suspensu generuje kłopotliwy paradoks. Zasadnicze pytanie stawiane przez psychologów brzmi: „w jaki sposób działania narracyjne trzymać w napięciu przy wielokrotnym czytaniu tej samej książki lub oglądaniu tego samego filmu, jeżeli potrzebna jest niepewność, aby móc odczuwać napięcie”. Psychologowie nie wykluczają, że może występować u odbiorcy pewien rodzaj napięcia przy ponownym czytaniu/oglądaniu danej powieści lub filmu, lecz jeśli napięcie wymaga niepewności, to nie ma możliwości, by odczuwać je podczas ponownego czytania/oglądania. Problem ten znany jest jako „paradoks suspensu”, który można wyróżnić w trzech punktach:
- suspens wymaga niepewności;
- znajomość przebiegu zdarzeń przez odbiorcę wyklucza niepewność;
- odbiorcy reagują napięciem na niektóre historie, nawet mając wiedzę o ich zakończeniu[17].

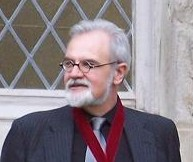
Według Noëla Carrolla suspens wymaga jedynie rozrywki, a nie rzeczywistej niepewności

W ocenie Noëla Carrolla suspens wymaga jedynie rozrywki, a nie rzeczywistej niepewności. W swojej pracy – poświęconej „paradoksowi suspensu” – przekonywał, w jaki sposób można rozwiązać wspomniany paradoks. Zdaniem Carrolla odbiorca, mimo iż ma świadomość jak dany film się kończy, może sobie wyobrazić zupełnie inne zakończenie. W ten sposób samo wyobrażenie sobie, że wynik zdarzenia jest niepewny, wystarcza do tego by odczuwać napięcie, eliminując w ten sposób pierwszą zasadę „paradoksu suspensu” – tylko niepewność jest niezbędna do trzymania w napięciu.
Niektóre teorie zakładają, że odbiorcy zwykle zapominają o wielu szczegółach historii, a zainteresowanie powstaje z powodu luk w pamięci. Inni z kolei twierdzą, że suspens pozostaje nawet w przypadku często opowiadanych historii, a wpływ na to ma fakt, że zanurzając się w fikcyjnym świecie, czytelnik bądź widz zapomina o znajomości faktów lub oczekuje, że fikcyjny świat będzie wyglądać tak samo jak świat rzeczywisty, w którym dokładne powtórzenie zdarzeń jest niemożliwe.
Robert Yanal, autor artykułu poświęconego „paradoksowi suspensu”, przekonuje, że napięcie narracyjne należy odróżnić od prawdziwego suspensu, ponieważ niepewność jest częścią definicji napięcia. Raphaël Baroni, autor książki La tension narrative. Suspense, curiosité, surprise (2007), twierdzi, że rodzaj napięcia, które ekscytuje publiczność poprzez przewidywanie tego, co ma nadejść, jest szczególnie charakterystyczny dla dzieci i ich ulubionych bajek. Autor dodaje, że inny rodzaj suspensu, pozbawiony niepewności, może pojawić się wtedy, gdy nastąpi sprzeczność między wiedzą o przyszłości a pożądaniem, co jest szczególnie charakterystyczne dla tragedii, gdy bohater ostatecznie umiera lub przegrywa (suspense par contradiction).